# Bowersville (Géorgie)
Pour les articles homonymes, voir Bowersville.
Bowersville est une ville américaine située dans le comté de Hart, en Géorgie. Selon le recensement de 2020, sa population est de 444 habitants.